# Суходіл (Калуський район)
Суходіл — село Калуського району Івано-Франківської області. Входить до складу Спаської сільської громади.

## Географія
У селі потоки Суходіл та Бездежський впадають у річку Чечву.

## Історія
Привілеєм короля Сигізмунда III від 20 березня 1595 р. село Суходіл (у Галицькому повіті однойменної землі Руського воєводства), що належало на той час магнату Анджею Сєнєнському (герба Дембно), дістало статус містечка і магдебурзьке право.
У 1648 році жителі села брали активну участь у народному повстанні, за що їх очікувала кривава розправа після відходу Хмельницького.
У 1939 році в селі проживало 1170 мешканців (1125 українців, 20 поляків, 25 євреїв).
В околицях села на горі Стовба з 24 серпня до 1 листопада 1943 року діяла повстанська підстаршинська школа УНС «Трембіта»
, на пам'ять про неї в 2018 році спорудили капличку.

## Населення

### Мова
Розподіл населення за рідною мовою за даними перепису 2001 року:
| Мова       | Кількість | Відсоток |
| ---------- | --------- | -------- |
| українська | 1355      | 99.85%   |
| російська  | 2         | 0.15%    |
| Усього     | 1357      | 100%     |

## Галерея

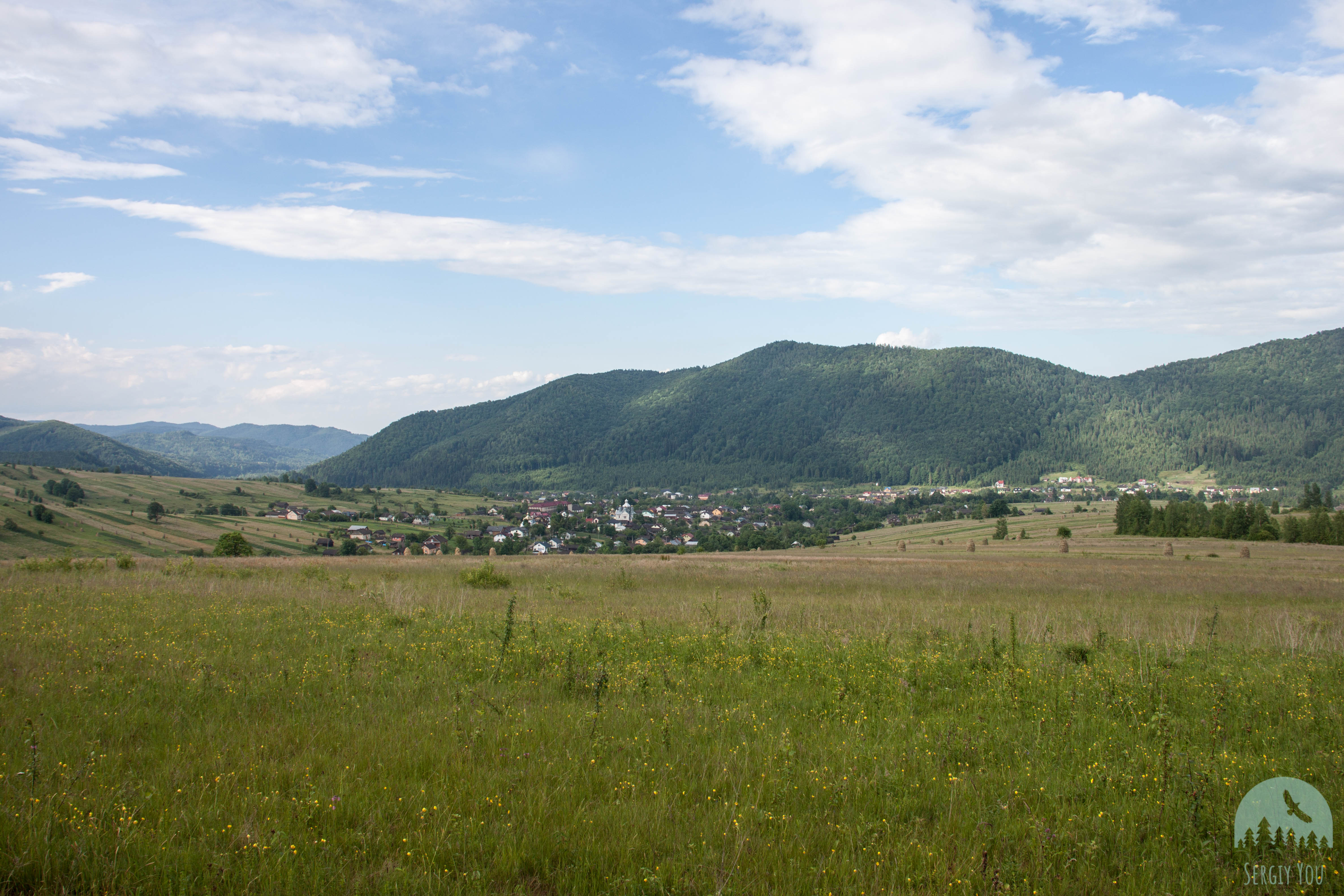
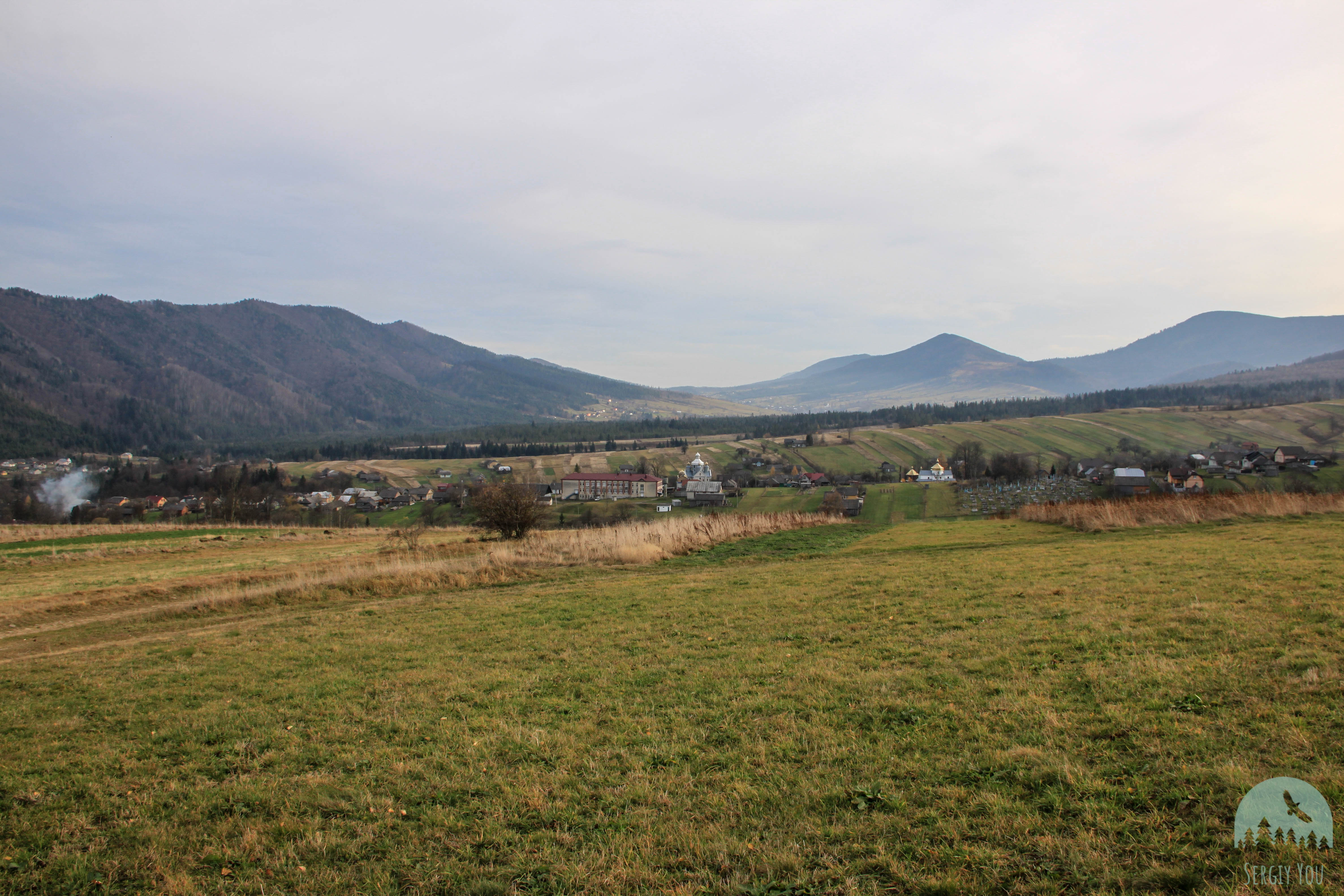